# Pycnocycla mesomorpha
Pycnocycla mesomorpha är en flockblommig växtart som beskrevs av Rech.f., Aellen och Esfandiar Esfandiari. Pycnocycla mesomorpha ingår i släktet Pycnocycla och familjen flockblommiga växter. Inga underarter finns listade i Catalogue of Life.